# 室欢笑动画工作室
室欢笑动画工作室（英文：Laugh-O-Gram Studio(s)）是一家短暫存在的电影工作室，位于美国密苏里州堪萨斯城东31街1127号麦克科纳希大楼二层，运行时间为1921年6月28日至1923年10月16日。
在动画发展的早期，该工作室是华特·迪士尼带来的许多动画先驱的所在地。这里是他和乌布·伊沃克斯创造米老鼠的灵感来源地，同时也是两部故事片的主题：《做爱做的梦》(As Dreamers Do) 和《迪士尼之梦》(Walt Before Mickey) 。

## 历史
1921 年，米尔顿·费尔德 (Milton Feld) 与华特·迪士尼签约，制作十二部动画片，他将其称为《纽曼欢笑》(Newman's Laugh-O-Grams)。  1922 年 5 月 23 日，迪士尼 20 岁时，他利用当地投资者已解散的伊沃克斯-迪士尼商业艺术家 (Iwerks-Disney Commercial Artists) 的剩余资产，成立了室欢笑动画工作室 (LOGF)。该工作室制作了12部影片中的9部，收入微薄。但受到他的短片在剧院大受欢迎的鼓舞和启发，迪士尼决定也制作自己的童话动画版本，并在小红帽的首次尝试上投入了六个月的时间。 
参与该系列的迪士尼员工中有几位动画先驱： 乌布·伊沃克斯、休·哈曼、鲁道夫·伊辛、弗里兹·弗里伦、卡门·麦克斯韦。公司出现财务问题，到 1922 年底，华特·迪士尼一直都住在办公室里，每周在堪萨斯城联合车站洗一次澡。
工作室销售经理莱斯利·梅斯 (Leslie Mace) 在纽约寻找发行商期间，最终于 1922 年 9 月 16 日星期日与田纳西州画报俱乐部公司 (Pictorial Clubs, Inc. of Tennessee) 签订了六部动画短片的合同。该公司同意为动画片支付11,000美元（相等於2023年的200,231美元），这些动画片本应在学校和其他非剧院场所放映，但只预付了100美元。其余的付款必须等到 1924 年 1 月 1 日，届时所有空头都已交付。几个月后画报俱乐部就破产了，工作室再也没有收到余款，财务问题更加严重，工作人员也纷纷离开。但是，当来自堪萨斯城当地迪纳牙科学院的牙医托马斯·B·麦克鲁姆 (Thomas B. McCrum) 联系了迪士尼并为他提供了为密苏里州学校系统制作一个有关牙齿卫生的简短主题的工作时，他召集了一些员工再次制作了《汤米·塔克的牙齿》 (Tommy Tucker's Tooth) ，工作室从该片中赚了500美元。这笔钱没有偿还债主，而是投资于由年轻的弗吉尼亚·戴维斯主演的真人动画演示电影爱丽丝梦游仙境。迪士尼注意到弗莱舍工作室的《墨水瓶人》 (Out of the Inkwell) 系列非常受欢迎，其中有动画人物与现实世界互动。他将这一噱头反其道而行之，在卡通宇宙中使用现实生活中的人物，希望能一炮而红。
弗吉尼亚·戴维斯 (Virginia Davis) 的父母于 1923 年 4 月 23 日与 室欢笑动画工作室签订了合同，条款规定她将获得《爱丽丝梦游仙境》电影收入的 5%。  5月14日，迪士尼写信给纽约电影发行商玛格丽特·J·温克勒，寻找《爱丽丝梦游仙境》的发行商。 
在完成《爱丽丝梦游仙境》的原始编辑后， 工作室于 1923 年 7 月根据美国破产法第11章申请破产。 迪士尼终于赚到了钱，拍摄了一部关于一个名叫凯瑟琳·维利（Kathhalee Viley）的6个月大的女孩的电影 ，并卖掉了他的电影摄影机，赚的钱足够买一张单程火车票，搬到加利福尼亚州好莱坞；他带来了一卷未完成的《爱丽丝梦游仙境》的卷轴。
破产受托人能够迫使工作室的前发行商和债务人画报电影公司 (Pictorial Films, Inc.) 向工作室的代理人支付所欠款项，同时同意画报可以行使其对工作室作品的合同发行权并购买几部工作室的电影：《不莱梅的音乐家》、《巨人杀手杰克》、拉菲兹 (Lafflets) 系列和《爱丽丝梦游仙境》。 
工作室大楼倒塌了，一个名为“谢谢你，华特迪士尼”的非营利组织努力修复它。迪士尼家族承诺提供 45 万美元的配套资金，用于购买其他迪士尼纪念品的版权，并讲述华特·迪士尼在堪萨斯城的生活历史、一座放映原创和修复的 室欢笑动画工作室的电影院，以及一座教育中心，向人们讲述和讲述华特·迪士尼在堪萨斯城的生活历史。孩子们了解动画并在建筑物内制作自己的动画。 
2021 年 7 月 30 日，一辆黑色道奇 Charger撞上了大楼，对外部造成严重损坏。事件发生在清晨，司机逃离现场，不过当局随后在车内发现了一名女子的驾驶执照和一杯玛格丽塔酒。发起拯救和修复这座建筑运动的布奇·里格比 (Butch Rigby) 乐观地描述了这一事件，“归根结底，这只是一个小插曲，但情况可能会更糟。” 

## 米老鼠的灵感
迪士尼告诉记者，画米奇的灵感来自于密苏里州堪萨斯城室欢笑动画工作室办公桌上一只驯服的老鼠。
当我深夜独自工作时，他们常常在我的废纸篓里争夺小块奶酪。我把它们拿出来，放在桌子上的铁丝笼里。 我特别喜欢一只棕色家鼠。他是一个胆怯的小家伙。我用铅笔轻拍他的鼻子，训练他在我在画板上画的黑色圆圈内跑。当我离开堪萨斯城去好莱坞碰碰运气时，我不愿意把他抛在身后。于是我小心翼翼地把他抱到后院，确保那是个不错的处所，然后这个温顺的小家伙就蹦蹦跳跳地获得了自由。

They used to fight for little pieces of cheese in my waste-basket when I worked alone late at night. I lifted them out and kept them in wire cages on my desk. I grew particularly fond of one brown house mouse. He was a timid little guy. By tapping him on the nose with my pencil, I trained him to run inside a black circle I drew on my drawing board. When I left Kansas City to try my luck at Hollywood, I hated to leave him behind. So I carefully carried him to a backyard, making sure it was a nice neighborhood, and the tame little fellow scampered to freedom.
1928 年，在前往纽约的火车旅行中，他向妻子展示了这幅画，并表示他打算将其命名为“Mortimer老鼠”。她回答说这个名字听起来“太浮夸”，并建议改为米奇老鼠。 

## 另请参见
- 密苏里州堪萨斯城的景点列表（英语：List of points of interest in Kansas City, Missouri）
- 华特迪士尼故乡博物馆（英语：Walt Disney Hometown Museum），位于他的家乡密苏里州马塞琳（英语：Marceline, Missouri）
- 基于童话故事的迪士尼动画电影列表（英语：List of Disney animated films based on fairy tales）
- 片場系統

### 链接
1. ↑  Merritt, Russell; Kaufman, J. B. . Silent Film Festival. 2011  [2020-04-29]. （原始内容存档于2020-07-18）.
2. ↑  Williams, Pat. . Health Communications. August 1, 2004. ISBN 0-7573-0231-9.
3. ↑  Korkis, Jim. . Mouseplanet.com. March 22, 2017  [2017-07-06]. （原始内容存档于2023-04-17）.
4. ↑  Susanin, Timothy S. . University Press of Mississippi. 2011: 254  [2017-07-06]. ISBN 9781604739619. （原始内容存档于2023-04-17）.
5. ↑  Barnes, Austin. . Startland News. May 2, 2020  [2021-09-18]. （原始内容存档于2021-09-18）.
6. ↑  Collison, Kevin. . CityScene KC. August 3, 2021  [2021-09-18]. （原始内容存档于2021-09-18）.
7. ↑  Jackson, Kathy Merlock. . University Press of Mississippi. November 30, 2005: 120. ISBN 1-57806-713-8.

### 文献
- Polsson, Ken. .   [2023-08-04]. （原始内容存档于2023-06-06）.

1. ↑  .   [December 3, 2013]. （原始内容存档于October 19, 2013）. Source: Page 67. "Disney's World", by Leonard Mosley, 1985.
2. ↑  .   [December 3, 2013]. （原始内容存档于October 19, 2013）.

Sources:
3. ↑  .   [December 3, 2013]. （原始内容存档于October 19, 2013）. Source: page 49. Walt in Wonderland – The Silent Films of Walt Disney, by Russell Merritt and J.B. Kaufman, 1993.
4. ↑  .   [December 3, 2013]. （原始内容存档于October 19, 2013）.

Sources:
5. ↑  .   [December 3, 2013]. （原始内容存档于October 19, 2013）.

Sources:
[16] [23] [24] [40.69] [63.50]
6. ↑  .   [December 3, 2013]. （原始内容存档于October 19, 2013）.

Sources:
[1] [34.22] [1102.72] (spring [40.71]) (August [63.51])